# Combinaison de moto

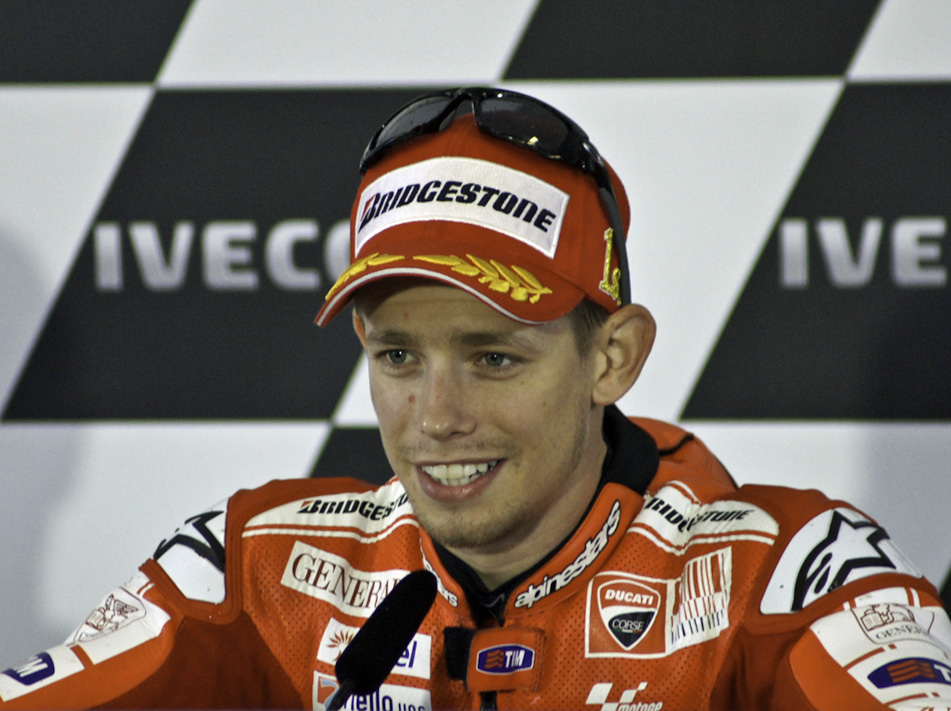
Casey Stoner avec une combinaison de la marque Alpinestars.

Une combinaison de moto est un vêtement en une pièce ou séparable blouson/pantalon qui est portée par les pilotes de motos.

## Fonctionnalité de la combinaison
La combinaison une pièce ou l'ensemble blouson/pantalon sert à protéger le motard en cas de chute et aussi surtout à le protéger du froid.
Un pilote qui a froid est distrait et fait des erreurs. Toutefois, ces vêtements ne doivent pas être trop chauds non plus en été car la capacité du pilote à prendre des décisions serait aussi dégradée. Ces vêtements sont en cuir ou en textile (par exemple en Cordura d'au moins 500 deniers). Les combinaisons en textile peuvent être équipés d'une membrane climatisante. Ces membranes climatisantes (par exemple, en Gore-Tex, Sympatex, etc) évacuent la sueur du pilote sous forme de vapeur à l'extérieur (appelé aussi respirabilité) tandis que ces vêtements sont imperméables et coupe-vent.
En cas de chute, le matériau externe du vêtement doit être extrêmement résistant à l'abrasion afin de protéger le pilote lors d'une possible longue glissade sur l'asphalte à grande vitesse. Le cuir est plus durable que la plupart des tissus textiles. En particulier, le cuir de kangourou, comparée avec la peau de vache, qui est moins chère, est extrêmement résistant à l'abrasion, même s'il n'est pas imperméabilisé. Le cuir peut aussi être imperméabilisé. Il est traité de telle manière qu'il ne peut plus absorber l'eau, et que celle-ci reste à la surface. Ce cuir ainsi traité ou imprégné n'est pas froid lorsqu'il est mouillé, et il a une durée de vie plus longue.
Les coutures des vêtements sont un point faible en cas de chute, car ces coutures peuvent facilement lâcher. Les coutures cachées, appelées coutures de sécurité, sont préférables.

## Équipement recommandé
Les vêtements de ville, militaires ou de travail devraient être proscrits car ils présentent des limitations sévères. Leur résistance à l'abrasion est mauvaise ou même nulle, ils n'ont pas de protections et ne gèrent pas correctement la température corporelle du pilote qui est engoncé dans ces vêtements et perd en mobilité. La combinaison reste la meilleure protection pour le motard. Le port de gants et de chaussures montantes est fortement recommandé pour tous les deux-roues, les gants étant souvent obligatoires.
Sauf dans le cas d'une combinaison une-pièce, la veste et le pantalon doivent être reliés par une fermeture éclair. D'une part, cela réduit la traînée et d'autre part, cela empêche que, dans le cas d'une chute, le blouson découvre une partie du corps en se déplaçant et donc n'offre plus une protection optimale. Les combinaisons classiques, qui étaient souvent noires dans le passé, sont remplacées par des combinaisons aux couleurs vives telle le jaune fluo ou l'orange. Un liseré réfléchissant est aussi souhaitable pour accroître la visibilité des motocyclistes, ce surtout par mauvais temps ou la nuit.
Il existe aussi des blousons ou combinaisons de moto équipés d'airbags (veste airbag), lesquels s'ouvrent dans le cas d'un accident pour protéger le cou, le bas du dos et le torse.

### Normes européennes
Le vêtement devrait nécessairement avoir des protecteurs obéissant aux normes EN-1621-1, aux épaules, aux coudes / avant-bras et aux genoux / tibias ainsi qu'aux hanches. L'arrière devrait équipé de protecteurs obéissant à la norme EN 1621-2. Les protecteurs constitués de simples mousses viscoélastiques ne répondent pas aux exigences maximales et donc ne fournissent pas une protection optimale. Les  protecteurs sont constitués de coques en plastique ayant une forme spécifique à chaque partie du corps à protéger. Elles absorbent l'énergie cinétique en se déformant et en transformant cette énergie en chaleur. Ces coques sont également pourvues d'une surface résistante à l'abrasion. Elles peuvent être solidement intégrées dans le vêtement, ou elles peuvent être séparables en étant placées dans des poches spéciales. Les protections dorsales devraient aussi être séparables et être combinées avec une ceinture de rein. L'effet protecteur de cette variante est plus grande, la distance du cou au coccyx pouvant varier d'une personne à l'autre.
En plus de la norme 1621 pour les protecteurs, la norme EN 13595 s'applique aux combinaisons une-pièce ou aux ensembles blouson/pantalon. Cette norme contient des exigences pour la fabrication du vêtement, entre autres, la résistance à l'abrasion et la solidité des coutures. Les vêtements aux normes ne sont cependant offerts que par une poignée de fabricants. D'après la règlementation européenne ces équipements doivent être munis d'une marque CE. En cas de chute, les protecteurs doivent être remplacés car ils ont été déformés par l'impact et n'offrent plus qu'une résistance réduite.

## Tentatives d'obligation du port d'une combinaison de moto
Plusieurs États recommandent le port de vêtements adaptés à la conduite motocycliste (préférablement une combinaison en cuir) comme le Québec. Toutefois, certains États sont allés plus loin en rendant obligatoire le port de certains vêtements, comme la Belgique, ou en réduisant les indemnités d'assurance en cas d'accident corporel, comme l'Allemagne. Ces mesures ont provoqué de vives résistances.
La rumeur dit que Commission européenne avait envisagé de rendre obligatoire l'utilisation de ces équipements[Lesquels ?][réf. nécessaire] ce qui eût été contre-productif. D'une part, le petit monde des bikers avait brandi le spectre du « modèle unique » de combinaison moto et d'autre part, il a été reconnu que le port obligatoire de ces vêtements de protection aurait signifié une dépense supplémentaire pour trois millions de pilotes[Où ?] ce qui fait que la majorité des motards s'est opposée à une telle mesure.
Malgré tout, les pilotes de motos sportives de tourisme ou tout-terrain, en plus de porter un casque et des gants, revêtent de nos jours des combinaisons avec protections qui peuvent être d'une pièce ; ce grâce à l'éducation des motards à travers les médias (en particulier Internet) et aussi grâce au certifications européennes qui offrent de hauts niveaux de protection. Ainsi les motards ont à leur disposition une large sélection de tailles, styles et prix ce qui fait qu'ils peuvent choisir un équipement approprié individualisé. Ce résultat a généralement été obtenu sans coercition.
En Allemagne, techniquement, le port de la combinaison n'est pas obligatoire bien que les assurances imposent le port de la combinaison à plus de 30 km du lieu de résidence. Ainsi, la Haute Cour régionale de justice de Brandebourg dans l'affaire 12 U29/09 a décidé que même si le motocycliste n'était pas en faute, les indemnités versées par la partie adverse concernant le pretium doloris peuvent être réduites si le motard n'était pas équipé correctement.
En Belgique, la « loi Schouppe » oblige les motards à porter, en plus du casque, une veste à manches longues, et un pantalon ou une combinaison (sans préciser la nature de ces vêtements) et une paire de chaussures protégeant les chevilles.